# Alexander Budde

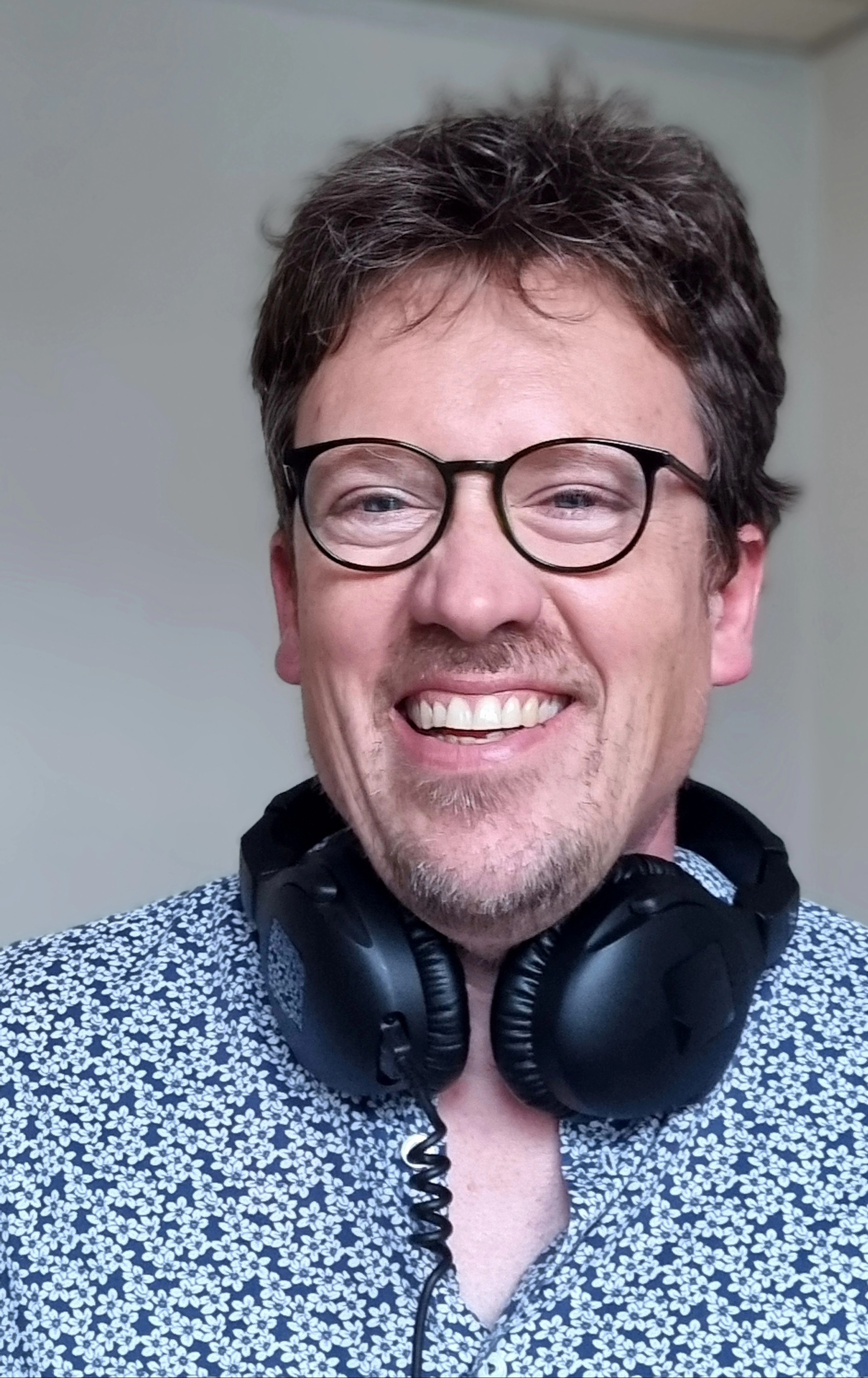
Alexander Budde im Juni 2024

Alexander Budde (* 1971 in Kerpen) ist ein deutscher Hörfunkjournalist und Landeskorrespondent für das Deutschlandradio in Niedersachsen aus Hannover. Seine Themenschwerpunkte sind politische Analysen, Features und Reportagen.

## Leben
Seine ersten journalistischen Versuche machte er als Herausgeber der „Rotter Allgemeinen“, die nur eine Auflage von 15 Exemplaren hatte. Journalismus lernte er als freier Mitarbeiter der DPA in Berlin. Anfang der 2000er Jahre wurde er Redakteur beim Schwedischen Rundfunk und freier Hörfunkautor der ARD für die skandinavischen und baltischen Länder und zunehmend für den Deutschlandfunk (DLF) aus den Ostseeanrainerstaaten. 2013 kam er als Landeskorrespondent nach Hannover.
Er ist Autor und Mitwirkender von 19 Ausgaben der täglichen Sendung Hintergrund im DLF.

## Werke
- mit Agnes Bührig: Schweden – Eine Nachbarschaftskunde. Ch. Links Verlag, Berlin, 2. Auflage, 2012, ISBN 978-3-86284-152-3.
- mit Gunnar Hermann: Der gute Tipp von Merian. Travel-House-Media, München 2009, ISBN 978-3-8342-0292-5.
- mit Agnes Bührig: Schweden – Eine Nachbarschaftskunde (= Bundeszentrale für Politische Bildung: Schriftenreihe; 708).BpB, Bonn 2008, ISBN 978-3-89331-872-8.